# 塞浦路斯足球乙级联赛
塞浦路斯足球乙级联赛 ，为塞浦路斯足球联赛系统的第2级别。
塞浦路斯足球乙级联赛共有14支球队。每个赛季的前三名升入甲级联赛，最后两名降入丙级联赛。